# Borbamiertimalia
De Borbamiertimalia (Phlegopsis borbae; synoniem: Skutchia borbae) is een zangvogel uit de familie Thamnophilidae (miervogels).

## Taxonomie
Deze soort werd oorspronkelijk in 1907 als Phlegopsis borbae beschreven door Carl Eduard Hellmayr. Ongeveer zestig jaar later werd de soort afgesplitst van het geslacht Phlegopsis en geplaatst in het nieuwe geslacht Skutchia en de naam werd veranderd in Skutchia borbae. Later volgde terugplaatsing in het geslacht Phlegopsis, waarna de soort zijn oorspronkelijke naam terugkreeg.

## Vondst en naamgeving
De wetenschappelijke naam van de soort werd voor het eerst geldig gepubliceerd door Hellmayr in 1907. Hij noemde de soort Phlegopsis borbae naar de gemeente Borba, waar het holotype aan de rechte oever van de rivier Madeira werd verzameld.

## Beschrijving
De Borbamiertimalia is een middelgrote vogel van ongeveer 17 centimeter in lengte. Hij heeft een roestrode kop en nek en grijze buik. De ogen zijn rood en worden omringd door een wit masker tussen ogen en snavel. Daarboven heeft de Borbamiertimalia een zwarte supercilium (wenkbrauwstreep). Verder heeft deze vogel grijze poten en een zwarte snavel.

## Verspreiding en leefgebied
Deze vogel is endemisch in Brazilië en komt enkel voor in de noordelijke staat Amazonas. De natuurlijke habitats zijn subtropische en tropische bossen in het bioom Amazone.

## Status
De grootte van de populatie is niet gekwantificeerd, maar de aantallen nemen – hetzij minder snel – af. Daarnaast heeft de soort een groot verspreidingsgebied. Om deze redenen staat de Borbamiertimalia als niet bedreigd op de Rode Lijst van de IUCN.